# Junkers Ju 49
O Junkers Ju 49 foi uma aeronave experimental criada pela Junkers, na Alemanha. Um avião monoplano monomotor, com uma fuselagem toda em metal e asa baixa, foi desenvolvida para investigar o voo a alta altitude e técnicas de pressurização da cabine de voo. Foi a segunda aeronave da história com cabine pressurizada. Em 1935, efectuava voos regulares a 12 500 metros de altitude.